# Fort Vancouver National Historic Site
Le Fort Vancouver National Historic Site est un site historique national américain composé de deux unités, l'une à Oregon City dans l'Oregon et l'autre à Vancouver dans l'État de Washington. Créé le 19 juin 1948 en tant que monument national des États-Unis, il prend son intitulé actuel le 30 juin 1961 puis est inscrit au Registre national des lieux historiques le 15 octobre 1966. Géré par le National Park Service, il protège le fort Vancouver, la McLoughlin House et la Barclay House.